# サンドリ・ホベルト・サントス・ゴエス
サンドリ（Sandry）ことサンドリ・ホベルト・サントス・ゴエス（ポルトガル語: Sandry Roberto Santos Goes、2002年8月30日 - ）は、ブラジルイタブーナ出身。プロサッカー選手。ポジションはMF。

## クラブ歴
バイーア州イタブーナ生まれ。2013年、10歳でサントスFCの下部組織に加入。2018年、15歳にしてU-20年代の大会であるコパ・サンパウロ・ジ・フチボウ・ジュニオールに出場。
トップチームの監督がホルヘ・サンパオリに代わると、2019年1月31日のカンピオナート・パウリスタでデルリス・ゴンサレスに代わってトップチーム初出場となった。同年8月5日にプロ契約を締結。12月8日にはカルロス・サンチェス (1984年生のサッカー選手)に代わって投入されカンピオナート・ブラジレイロ・セリエA初出場。

## 代表歴
2017年にはU-15代表にレギュラーとして出場していた。2019年9月20日には2019 FIFA U-17ワールドカップのメンバーに選出され、控えであったものの優勝メンバーの一員となった。

## 家族
父のネネンジーニョもサッカー選手。